# Elvin Yunuszadə
Elvin Yunuszadə (Qazax, 22 agosto 1994) è un calciatore azero, difensore svincolato.

## Carriera

### Club
Nella stagione 2010-2011 ha giocato 31 partite in massima serie, segnando 2 gol, con la maglia del Simurq.
Nel 2011 si trasferisce al Neftçi Baku.

### Nazionale
Ha esordito in nazionale il 5 marzo 2014 nell'amichevole Filippine-Azerbaigian (0-1).

## Palmarès

### Club

#### Competizioni nazionali
- Campionato azero: 3

Neftçi Baku: 2011-2012, 2012-2013
Qarabağ: 2015-2016
- Coppa d'Azerbaigian: 4

Neftçi Baku: 2012-2013, 2013-2014
Qarabağ: 2015-2016, 2016-2017
- Birinci Divizionu: 1

Qəbələ: 2024-2025